# 乐节
在音乐曲式学中，乐节是乐句的次一级组织。一般情况下，一个比较典型的乐句可以分为两个乐节；偶尔，一个不规整的乐句可分成三个乐节；有时，一个连贯的乐句下不能再细分，那么这个乐句里就无法再分出乐节。在中等速度以及中等复杂的旋律线条中，乐节比较典型的长度通常是2至4个小节。
乐节之下的次一级组织是乐汇，比较常见的情况是一个乐节可以分成两个乐汇。